# Orientsporrgök
Orientsporrgök (Centropus sinensis) är en fågel i familjen gökar med vid utbredning i södra och sydöstra Asien.

## Utseende
Orientsporrgök är en mycket stor gök med en kroppslängd på 47–56 cm. Fjäderdräkten liknar mindre sporrgök med glänsande svart huvud, undersida och stjärt samt bruna vingar och brun rygg. Den har dock, förutom den tydligt större storleken, mer färgglad och jämnfärgad kastanjebrun ovansida och svarta undre vingtäckare (ej kastanjebruna). Ungfågeln är kraftigt bandad.

## Utbredning och systematik
Orientsporrgök delas in i två grupper med sex underarter:
- Centropus sinensis parroti – förekommer på södra Indiska halvön och Sri Lanka
- sinensis-gruppen
  - Centropus sinensis sinensis – förekommer från Pakistan till norra Indien och södra Kina
  - Centropus sinensis intermedius – förekommer från Bangladesh till Myanmar, södra Thailand, Indokina och Malackahalvön
  - Centropus sinensis bubutus – förekommer från Stora Sundaöarna och närliggande öar till sydvästra Filippinerna
  - Centropus sinensis anonymus – förekommer i södra Filippinerna (Jolo, Tawitawi, Basilan och Sanga Sanga)
  - Centropus sinensis kangeanensis – förekommer i Kangeanöarna (Javasjön)

## Status och hot
Arten har ett stort utbredningsområde och det finns inga tecken på vare sig några substantiella hot eller att populationen minskar. Utifrån dessa kriterier kategoriserar IUCN arten som livskraftig (LC).

## Namn
På svenska kallades arten tidigare större sporrgök, men har justerats av BirdLife Sverige eftersom arten inte är störst av sporrgökarna.

## Bilder

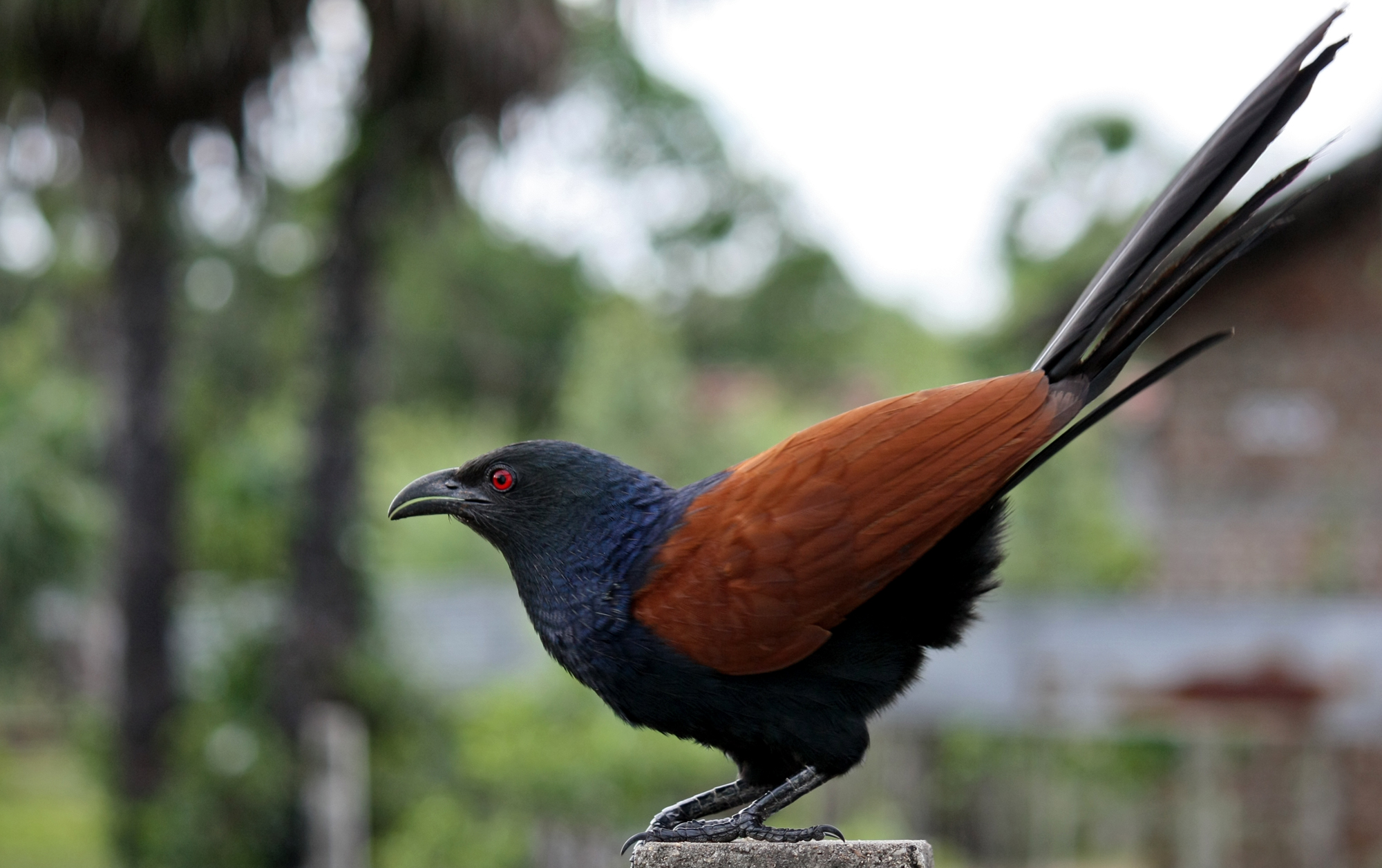
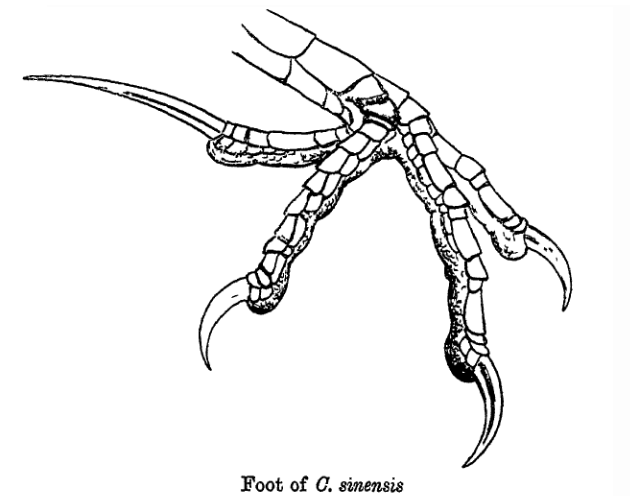
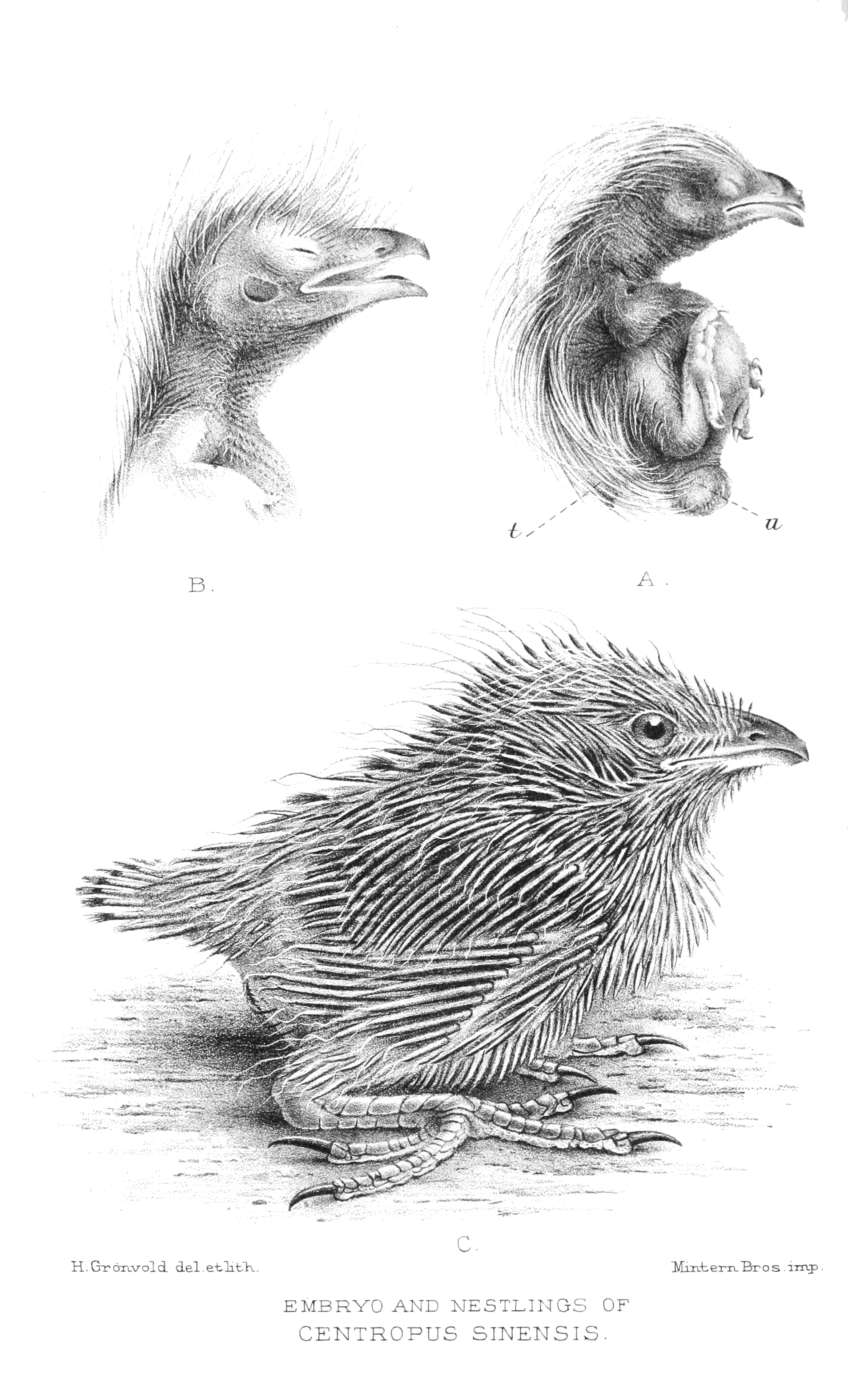
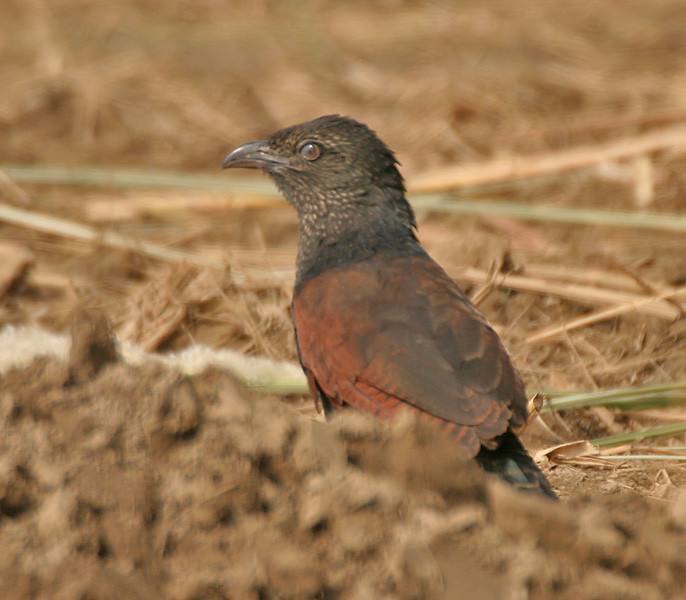
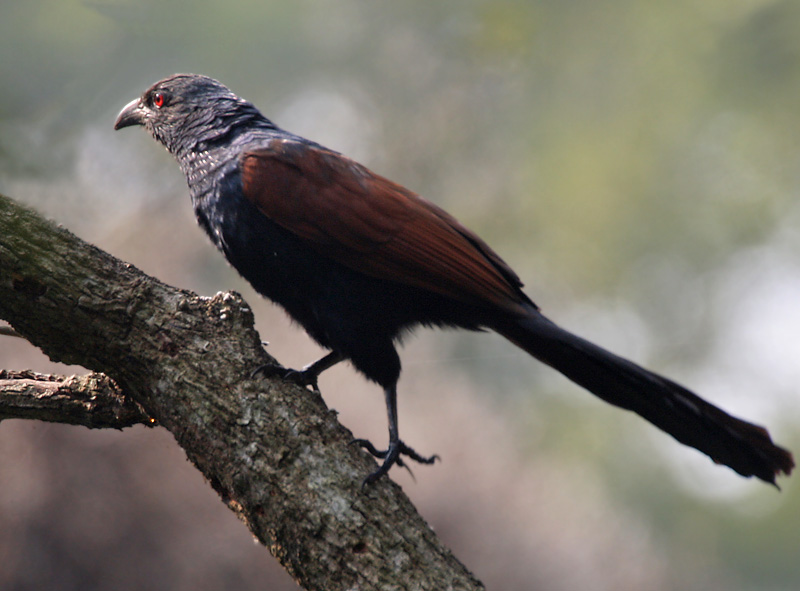
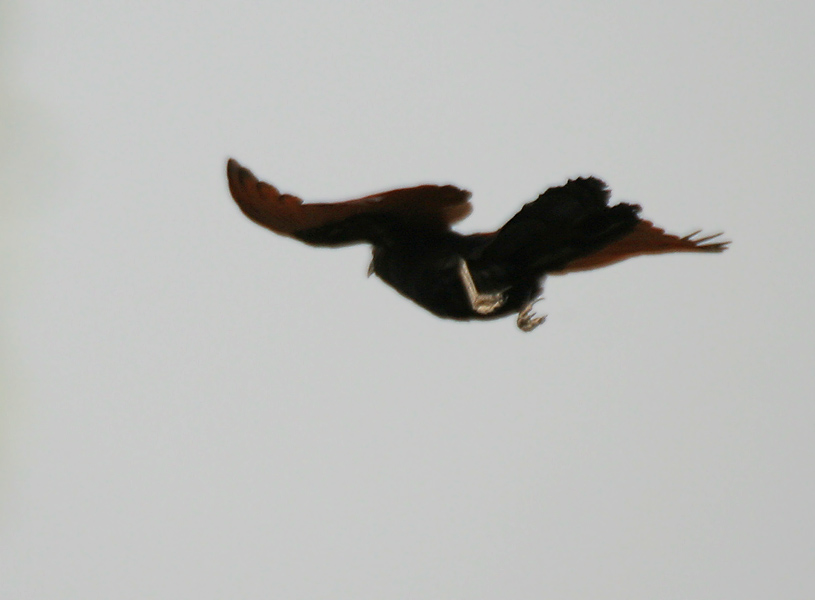
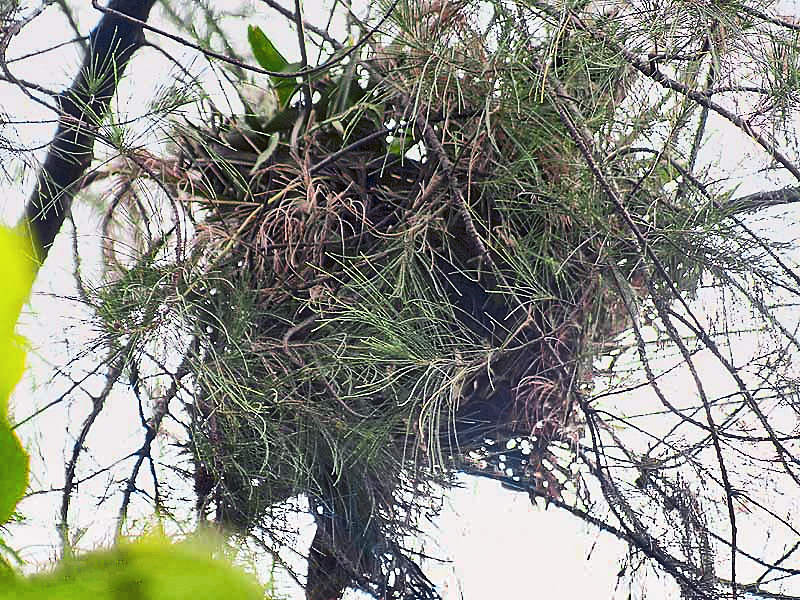
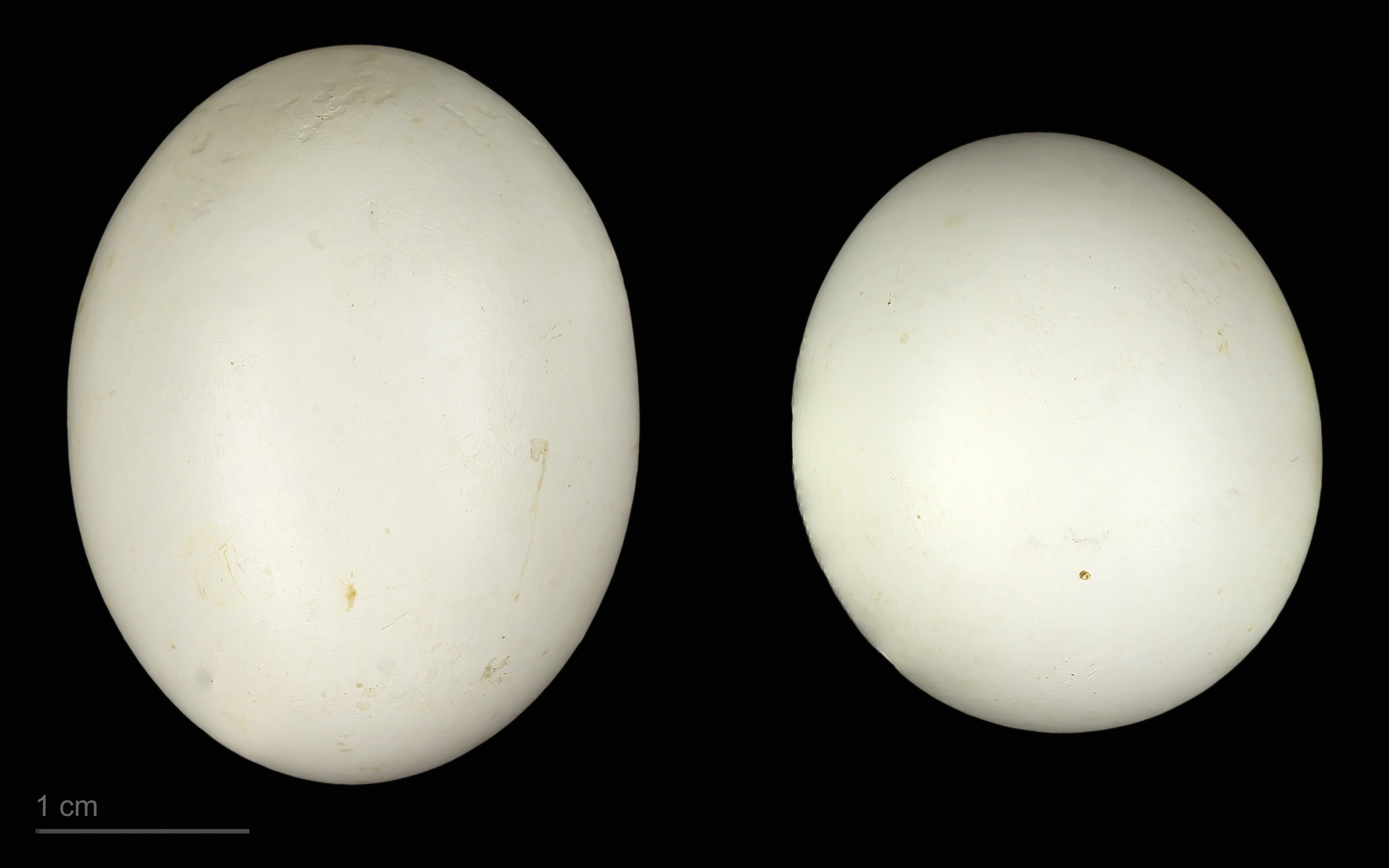
Centropus sinensis + Centropus toulou